# The Cherry Orchard (film, 1981)
The Cherry Orchard är en brittisk TV-film från 1981 i regi av Richard Eyre. Filmen är baserad på Anton Tjechovs pjäs Körsbärsträdgården från 1904. I huvudrollerna ses Judi Dench och Bill Paterson.

## Handling
Madame Ranevskaja, en rysk aristokratisk äldre dam återvänder från en resa till Paris för att mötas av en obehaglig verklighet. Det belånade familjegodset, med tillhörande praktfulla trädgård med körsbärsträd, är på väg att gå förlorat. I sin förnekelse fortsätter hon att leva i det förflutna, istället för att försöka att rädda Körsbärsträdgården.

## Rollista i urval
- Judi Dench - Madame Ranevsky
- Bill Paterson - Lopakhin
- Anton Lesser - Trofimov
- Harriet Walter - Varya
- Suzanne Burden - Anya
- Frederick Treves - Gayev
- Timothy Spall - Epikhodov
- Frances Low - Dunyasha
- David Rintoul - Yasha
- Anna Massey - Charlotte